# Juan de Lanuza y Torrellas

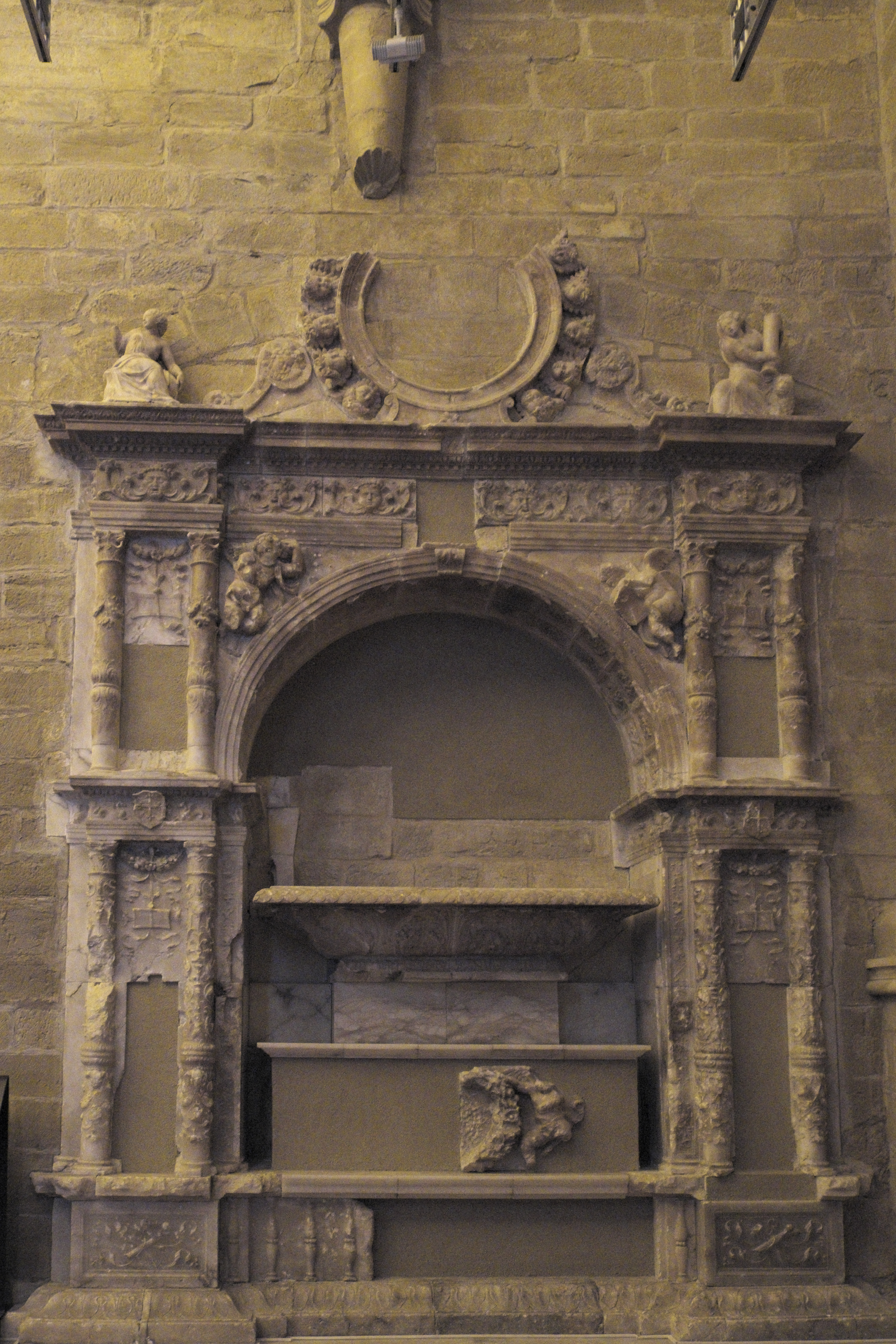
Sepulcro de Juan de Lanuza en el Castillo de los Calatravos de Alcañiz.

Juan de Lanuza y Torrellas, apodado el Bueno, fue un noble aragonés de la Casa de Lanuza. Como otros miembros de su familia fue Justicia de Aragón (1507-1533). Fue también virrey de Aragón (1520-1535).

## Orígenes familiares
Juan fue hijo de Martín de Lanuza y Garabito, primer señor de Plasencia de Jalón y Bardallur, quien además de la herencia de su padre Ferrer de Lanuza fue vizconde de Rueda, y de su segunda mujer Greida de Torrellas y Perellós, quienes también fueron padres de:
- Jerónimo, abad de San Juan de la Peña.[2]
- Claudio de Lanuza y Perellós, que casó con Ana de Mombuy, señora de Serret y Mombuy.
- Greyda, que casó con Hugo de Urriés, Señor de Ayerbe.
- Martina, casada con Francisco Fernández de Heredia, gobernador de Aragón, con quien tuvo a Lorenzo Fernández de Heredia y Lanuza, sucesor de su tío en el Justiciazgo.[3]

## Biografía
Fue un alto oficial de los sucesivos reyes de Aragón. Participó en las Cortes de Aragón, fue justicia a la muerte de su primo Juan de Lanuza y Pimentel, embajador ante Francia y el Papa, siendo también virrey de Aragón.
El justiciazgo de Juan de Lanuza III se conoce en gran parte a través de información indirecta, pero sabemos que coincidió con los reinados de Fernando II de Aragón y Carlos I de España, reinados en los cuales la acumulación del poder por parte de los monarcas fue en aumento, teniendo como ejemplo la implementación de la Inquisición en el Reino de Aragón a pesar de las protestas de las Cortes y una situación social muy tensa, con revueltas antiseñoriales, conflictos entre localidades y un malestar general en la Extremadura Turolense.

## Matrimonios y descendencia
Casó en 1522 con Beatriz de Espés y Fabra, hija de Ramón de Espés y de su mujer Isabel de Fabra con quien tuvo a:
- Ferrer, conocido como Ferrer de Lanuza IV, quien le sucedería en el cargo de Justicia de Aragón.
- Juan, el Viejo que sucederá a su hermano en el cargo de Justicia tras su muerte
- Martín, que falleció luchando en Flandes.[5]

## Sepulcro
Murió el 27 de noviembre de 1533 y fue sucedido por su sobrino Lorenzo Fernandez de Heredia.
Su sepulcro, labrado en alabastro y del que se conservan algunas piezas, se halla en el interior de la capilla del Castillo de los Calatravos en Alcañiz (Teruel), obra realizada por Damián Forment en 1537.